# Jay Pritzker Pavilion
Il Jay Pritzker Pavilion, noto anche come Pritzker Pavilion o Pritzker Music Pavilion, è una auditorium musicale all'aperto a forma di conchiglia situata nel Millennium Park di Chicago, negli Stati Uniti. Si trova sul lato sud di Randolph Street e ad est del Chicago Historic District Michigan Boulevard. 

## Descrizione
Il padiglione prende il nome da Jay Pritzker, la cui famiglia è nota per possedere la Hyatt Hotels. L'edificio è stato progettato dall'architetto Frank Gehry, che ha accettato la progettazione dell'edificio nell'aprile 1999; il padiglione è stato costruito tra giugno 1999 e luglio 2004, con l'inaugurazione avvenuta il 16 luglio 2004.

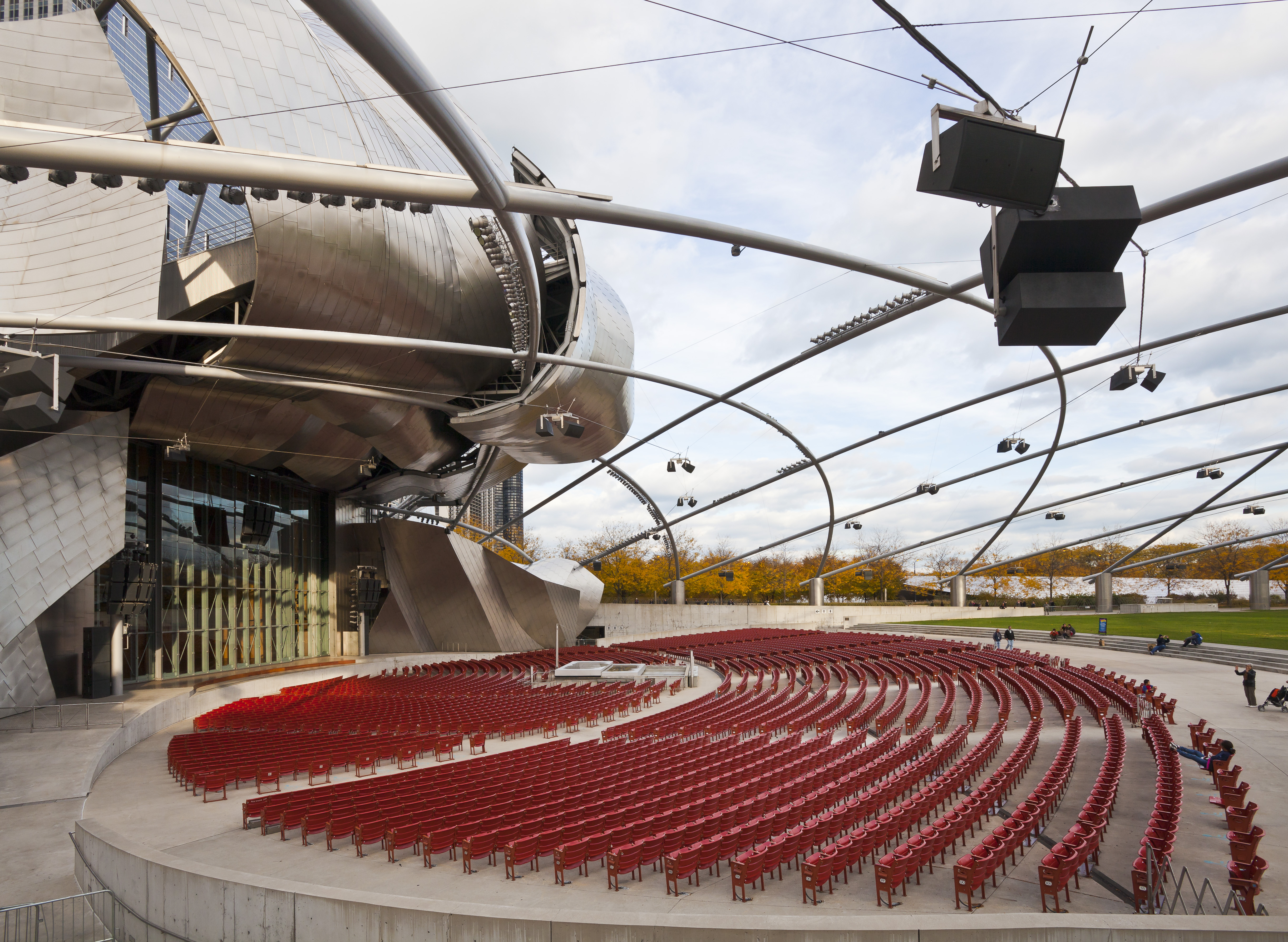
Vista della struttura

Il Pritzker Pavilion è il fulcro del Millennium Park ed è la sede della Grant Park Symphony Orchestra e del Chorus e del Grant Park Music Festival. Ospita una grande varietà di spettacoli e eventi musicali. La struttura ha una capienza di 11 000 persone.
La costruzione del padiglione ha generato una serie di controversie legali, dovute ai vincoli sull'altezza degli edifici nel Grant Park. Per evitare queste restrizioni legali, il comune di Chicago classifica la struttura come un'opera d'arte anziché un edificio. A causa di diversi problemi di progettazione e costruzione, i piani di realizzazione sono stati rivisti nel tempo. l padiglione e il Millennium Park hanno ricevuto opinioni positive, in particolare per la loro accessibilità; una cerimonia di premiazione per l'accessibilità tenutasi nel padiglione nel 2005, l'ha descritta come "uno dei parchi più accessibili - non solo negli Stati Uniti ma forse nel mondo".